# Scooby-Doo et les Contes des mille et une nuits
 (septembre 2021).
Si vous disposez d'ouvrages ou d'articles de référence ou si vous connaissez des sites web de qualité traitant du thème abordé ici, merci de compléter l'article en donnant les références utiles à sa vérifiabilité et en les liant à la section « Notes et références ».
Série
Scooby-Doo et l'École des sorcières
(1988) Scooby-Doo sur l'île aux zombies
(1998)
Pour plus de détails, voir Fiche technique et Distribution.
Scooby-Doo et les Contes des mille et une nuits est un téléfilm d'animation diffusé le 3 septembre 1994 sur TBS faisant partie de la franchise Scooby-Doo.

## Synopsis
Scooby et Sammy vont en Arabie et deviennent les goûteurs du calife, mais ayant mangé tout son déjeuner ils sont en danger. Sammy se déguise en danseuse, mais le calife veut alors l'épouser et Sammy essaye de l'endormir en lui racontant deux contes.
- Premier conte.

Un prince doit choisir une princesse et tombe amoureux d'une inconnue, laquelle trouvera une lampe magique dont les génies sont en fait Yogi l'ours et son stagiaire Boubou.
- Deuxième conte.

Deux personnages vont faire une expédition pour trouver un Œuf de condor, des joyaux et une brosse à dents en or.

## Fiche technique
- Titre original : Scooby-Doo in Arabian Nights
- Titre français : Scooby-Doo et les Contes des mille et une nuits
- Réalisation : Jun Falkenstein et Joanna Romersa
- Scénario : Gordon Kent et Glenn Leopold
- Musique : Steve Bernstein
- Distribution : Kris Zimmerman
- Montage : Tim Iverson et John Trautman
- Producteurs : Jun Falkenstein et Joanna Romersa
- Supervision de la production : Gordon Kent
- Producteurs exécutifs : Joseph Barbera, William Hanna et Buzz Potamkin
- Sociétés de production : Hanna-Barbera Productions et Warner Bros. Animation
- Société de distribution : Warner Bros. Television
- Pays :  États-Unis
- Langue : anglais
- Format : couleurs - 1.33:1 - négatif 35 mm - son Stéréo
- Durée : 69 minutes
- Genre : animation

## Distribution

### Voix originales
- Don Messick : Scooby-Doo / Boo-Boo
- Casey Kasem : Sammy
- Greg Burson : Yogi l'ours / Le chef royal
- Allan Melvin : Sinbad / Magilla le gorille
- Jennifer Hale : Aliyah-din
- Rob Paulsen : Le prince
- John Kassir : Haman
- Charlie Adler : Capitaine / Garde royal
- Eddie Deezen : Le Calife
- Maurice LaMarche : Le cyclope
- Brian Cummings : Le Sultan

### Voix françaises
- Francis Lax : Sammy
- Jacques Torrens : Scooby-Doo
- Michel Mella : Chauffeur du tapis volant / un garde royal / le calife / des pirates / le capitaine pirate / des clients de la rivière des pierres précieuses
- Patrick Guillemin : Le laveur de vaisselle / le cuisinier / un garde royal / le couturier royal / des pirates / Magilla / des clients de la rivière des pierres précieuses / l'employé de la rivière des pierres précieuses / le cyclope
- Emmanuel Jacomy : Haman / le scribe
- Evelyne Grandjean : La princesse / Aliyah-Din / tous les rôles féminins
- Thierry Wermuth : Le Sultan / le prince
- Henry Djanik : Seigneur de l'amulette / Boo-Boo
- Roger Carel : Yogi